# 科利尼 (摩泽尔省)
科利尼（法語：Colligny，法語發音：[kɔliɲi]）是法国摩泽尔省的一个旧市镇，属于梅斯区。2016年，科利尼与市镇迈兹里合并为新市镇科利尼-迈兹里，科利尼为新市镇行政中心。

## 地理
科利尼（49°5'55"N, 6°19'31"E）面积3.61 平方千米，位于法国大東部大區摩泽尔省，该省份为法国东北部内陆省份，是洛林的一部分，西南接默尔特-摩泽尔省，东临下莱茵省，北与卢森堡和德国接壤。
与科利尼接壤的市镇（或旧市镇、城区）包括：库尔塞勒绍西、拉克内克西、迈兹里、马尔西伊、奥日、庞日。

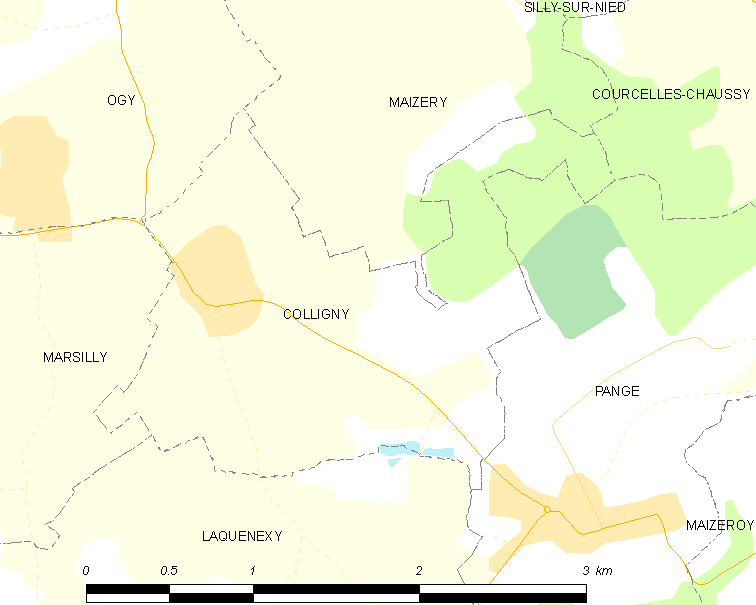
的OSM定位图

科利尼的时区为UTC+01:00、UTC+02:00（夏令时）。

## 行政
科利尼的邮政编码为57530，INSEE市镇编码为57148。

## 政治
科利尼所属的省级选区为梅斯地区县。

## 人口

1962-2008年间人口变化图示

科利尼于2018年1月1日时的人口数量为394人。